# استنفورد لو هوپ
استنفورد لو هوپ (به انگلیسی: Stanford-le-Hope) یک شهرک در بریتانیا است که در اسکس واقع شده‌است. استنفورد لو هوپ ۲۸٬۷۶۵ نفر جمعیت دارد.